# Постоянно хранилище за радиоактивни отпадъци – Нови хан
Постоянното хранилище за радиоактивни отпадъци – Нови хан е хранилище за радиоактивни отпадъци в Нови хан, България. В това хранилище се съхраняват от 1964 г. слаборадиоактивни отпадъци от промишлеността, медицината и научните изследвания. Представлява окончателен склад за радиоактивни отпадъци. Отпадъците се съхраняват на дълбочина около 6 м. Намира се на около 35 км южно от София. В това хранилище не могат да бъдат съхранявани радиоактивните отпадъци от урановите мини и от АЕЦ. „Отработеното ядрено гориво, според действащото българско законодателство не се определя като радиоактивен отпадък. Неговото управление е предмет на спогодби между България и Русия, където отработеното гориво се връща през определени периоди от време“.
Главен инженер на постоянното хранилище за радиоактивни отпадъци е инж. Валентин Анастасов.

## Спиране на използване
- На 1 ноември 2012 г. официално е регистрирано четвъртото специализирано поделение в рамките на ДП РАО – „Национално хранилище за радиоактивни отпадъци“.
- На 29 август 2017 г. ДП РАО официално стартира изграждането на Национално хранилище за ниско- и средноактивни радиоактивни отпадъци.
- На 12 юли 2019 година е подновена лицензия за експлоатация на съоръжение за управление на радиоактивни отпадъци чрез Специализирано поделение „ПХ РАО – Нови хан“ с титуляр ДП РАО. Срокът на лицензията е до 31 декември 2025 година.